# Яновичева Ванда Адольфівна
Ва́нда Адо́льфівна Яновиче́ва, при народженні Те́йхман, у шлюбі Ку́рбас (11 листопада 1867, Чернівці — 24 серпня 1950, Харків) — українська театральна акторка. Дружина актора Степана Яновича, мати режисера Леся Курбаса.

## Біографія
Ванда Адольфівна Тейхман народилася 11 листопада 1867 року в Чернівцях. Її батько Адольф Тейхман був дрібним службовцем, не шкодував грошей для освіти доньки, тож влаштував її в престижну Коломийську гімназію. Крім загальноосвітніх предметів, гімназисток навчали грі на фортепіано та кільком іноземним мовам.
З дитячих років Ванда мріяла стати акторкою. Тож усупереч волі батьків вирішила присвятити себе драматичному мистецтву. У січні 1885 року 17-річна Ванда Тейхман прийнята в трупу театру «Руська бесіда». Тут вона познайомилася з 22-річним Степаном Курбасом (сценічне ім'я — Янович), який працював у цьому театрі від 1884 року й теж став актором усупереч волі батька. 1886 року вони обвінчалися без батьківського благословення.
20 лютого 1887 року «Руська бесіда» прибула на місячні гастролі в містечко Самбір (нині місто Львівської області). Через п'ять днів, 25 лютого 1887 року, в готелі Самбора 19-річна Ванда народила сина Олександра-Зенона. 10 квітня 1987 року на цьому будинку (сучасна адреса — вулиця Леся Курбаса, 1) встановлено бронзову таблицю з барельєфом Леся Курбаса (скульптор — Еммануїл Мисько), на якій написано: «В цьому будинку 25 лютого 1887 р. народився український радянський актор, народний артист УРСР Олександр Степанович Курбас. Дошка встановлена до 100-річчя з дня народження».
З появою сина подружжя Яновичів очікувало швидких змін у стосунках із батьками. Проте ні з одного, ні з іншого боку прощення не було. Пізніше священик зі Старого Скалата Пилип Курбас подобрішав і забрав внука до себе. Це дозволило Яновичам більше часу віддавати своєму професійному зростанню.
Для Ванди Яновичевої цей період став найпліднішим у творчій біографії. Вона зіграла Стеху в «Назарі Стодолі» Тараса Шевченка, гострохарактерну роль Проні Прокопівни в комедії «За двома зайцями» Михайла Старицького та багато інших цікавих персонажок. Чимало режисерів не раз ставили за приклад її працелюбність при створенні складних характерів. Проте обов'язки дружини та матері забирали багато часу. Крім Леся, Ванда Курбас народила ще трьох дітей — Корнило, Нестор і Надія. Усі троє померли, не доживши до юнацьких років. Так, Нестор, захворівши 1902 року на тиф, помер, коли навчався в третьому класі гімназії. На початку Першої світової війни померла від сухот Надія.
Український театрознавець, автор статей і нарисів про мистецтво Західної України Петро Медведик так схарактеризував Ванду Яновичеву:
| «Урівноважена, спокійна, стримана, завжди сміливо йшла назустріч долі. Такою залишилася і пізніше, коли Степан Янович невиліковно захворів і вона змушена була розлучитися з театром. 1898 року вони їдуть до батьків у Старий Скалат. Тоді батько Олександра Курбаса не думав, що на тридцать шостому році життя він назавжди буде повинен розпрощатися зі сценою, якій віддав п'ятнадцать найкращих років. Проте Ванда Адольфівна переконує, що йому потрібний відпочинок». |

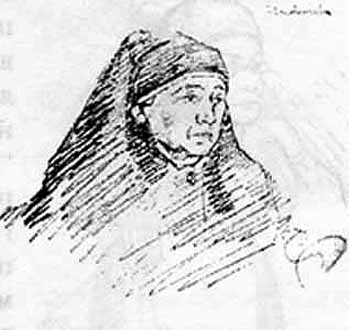
Ванда Яновичева в ролі старої черниці.
Малюнок Якова Струхманчука

У домі батька чоловік Яновичевої не знаходить спокою і влітку того ж 1898 року, забравши її, їде працювати в сезонний театр Кам'янця-Подільского. У Літньому театрі, розташованому на Старому бульварі Старого міста, Яновичі грали два сезони.
1900 року Яновичі повертаються в театр «Руська бесіда», проте хвороба чоловіеп прогресує, тож, так і не взявшись до роботи, Яновичі знову їдуть у Старий Скалат. 10 вересня 1908 року чоловік поимер.
1914 року помер свекор Пилип Курбас. Новий парох подав у суд, аби родина Курбаса звільнила парафіяльне приміщення. Навесні Ванда Курбас із донькою мусили перебратися до сусіднього Скалату, де дуже бідували — невдовзі 17-річна Надія померла від сухот. За порадою сина Леся згорьована Ванда переїхала до Тернополя.
Від 1916 року Ванда Адольфівна нерозлучна з Лесем. З Тернополя, де мати плідно співпрацювала із сином в організації «Тернопільських театральних вечорів», вони переїхали в Київ. Ванда Курбас взяла на себе всі побутові клопоти, щоб Лесь міг вільно працювати в Театрі Миколи Садовського.
Ванда підтримувала сина у всіх творчих починаннях радянського періоду. Вона навіть працювала акторкою «Кийдрамте», зіграла стару черницю в «Гайдамаках», які Лесь Курбас поставив за однойменною поемою Тараса Шевченка.
Народна артистка УРСР Софія Федорцева (1900—1988), яка знала Ванду Курбас майже 20 років, згадувала:
| «Мила, безтурботна, з книжкою в руках. Читає в оригіналі якийсь німецький роман і готує обід, — такою я побачила Ванду Адольфівну, коли Лесь Степанович уперше запросив мене у свій дім… Ніжна, струнка, худенька, швидка, вона встигала зробити все — і стіл накрити, і вислухати всіх і об'єднати навколо себе. Було це 1927 року на 16-ій станції під Одесою, біля самого Чорного моря… У „Березіль“ я вступила після приїзду з панської Польщі, колектив став моєю сім'єю. Коли я захворіла, Ванда Адольфівна мене старанно виходжувала, як рідна мама; без неї, можливо, і не було мене тепер у живих. Гордістю та головною турботою Ванди Адольфівни був її син Лесько — так вона його називала, — його робота в театрі, його біди й радості. Ванда Адольфівна була для нього не тільки матір'ю, але і великим другом, товаришем, порадником, він її смаку дуже довіряв. Вихід Курбаса з „Березоля“, що стався 1933 року, вона витримала стійко, без нарікань і скарг. Про звільнення Харкова від фашистів ми з нею почули в евакуації у Фергані. Вона, як і всі ми, плакала від радості. Повернувшись наприкінці 1943 року в Харків, Валентина Чистякова (дружина Леся Курбаса), народна артистка УРСР, отримала квартиру на вулиці Гіршмана; в ній поселилися Ванда Адольфівна та мама Чистякової. Одного разу я зустріла Ванду Адольфівну на вулиці. Вона була зовсім старенькою, але зберегла свій колишній запал. Такою зосталася в моїй пам'яті мати Леся Курбаса». |
Ванда Курбас померла 24 серпня 1950 року в Харкові. Згодом її прах перенесли на Харківське міське кладовище № 13 (вулиця Пушкінська, 108) та перепоховали поруч із могилою її невістки Валентини Чистякової, яка померла 19 травня 1984 року. Об'єднавши їх могили й урну із землею із Соловків, де обірвалось життя Леся Курбаса, на 13-му кладовищі було створено пантеон сім'ї Курбасів. Меморіальний комплекс родини Курбасів (автор — скульптор Семен Якубович) відкрито 31 березня 1993 року.

## Творчість
Працювала:
- у 1885—1898 роках — у театрі «Руська бесіда» (Львів),
- у 1898—1899 роках — у Літньому театрі Кам'янця-Подільського,
- у 1920—1921 роках — у «Кийдрамте» (Біла Церква, Умань).

Драматичні ролі:
- Черниця («Гайдамаки» за Тарасом Шевченком),
- Стеха («Назар Стодоля» Тараса Шевченка),
- Проня («За двома зайцями» Михайла Старицького),
- Христя («Дай серцю волю, заведе в неволю» Марка Кропивницького),
- Явдоха («Безталанна» Івана Карпенка-Карого).

Виступала в оперетах:
- Саффі («Циганський барон» Й. Штрауса),
- Франческа («Весела вдова» Целлера),
- Фрузя («Корневільські дзвони» Р. Планкетта) та ін.